# 西哈西浩
西哈西浩，是台灣卑南族知本部落神話中的一名頭目，帶領族人遷離起源地、建立卡砦卡蘭部落（Kazekalan，位於現在知本部落後方山上），開啟石生系統的強盛時期。

## 身世
關於西哈西浩的身世有許多種說法，其中有一種認為他是阿美族人，並且因為跟石生始祖的後代露妃露妃（Ruvi-ruvi）結婚而入贅部落；其他種說法則都認為他是石生始祖的後代，但詳細的系譜則因為石生系譜本身有多種說法，其中包括妲妲的孫子、變形人卜德克的曾孫；或是法伊斯的孫子等，大致上的說法都認為他是拉麗幸（Rarihin）和法沙加瀾（Vasakaran，來自達魯瑪克部落）的兒子，上面還有一個姐姐杜姑(Tuku，創建射馬干部落)，並且跟其旁系的遠房表親露妃露妃（一部分的石生系譜裡曾出現兩個露妃露妃，這裡指稱的是第二個，而她也是第一個露妃露妃的孫女）的結婚，生下卡桑拉幹（Kazanglaqan，男）、邦奧利安（Pangorian，男）、菈希菈絲（Rasiras，女），另有說法認為還有一個叫巴羅赫羅赫（Paroxrox）的兒子；另外還有說法認為他是石生始祖楞楞岸（Remreman，男）和登各蘭（Dengeran）的兒子，有勒碧勒碧（Rebirebi，女）和妲阿達（Taata，女）兩個姊妹，並且和勒碧勒碧生下菈希菈絲（Rasiras，女）、巴姑利樣（Paguliyan，女）、丁布幹（Tinbungan，男）、卡拉姆妲（Kalamudan）四個孩子。

## 傳說
以下傳說主要以西哈西浩為卜德克後代的版本所延伸出來的：

### 姊弟決裂
西哈西浩和姊姊杜姑原本同屬於頭目系統，但其杜姑卻因為某些原因、帶領部屬離開原本位於陸浮岸（Ruvoahan，位於知本部落南方、今太麻里鄉三和村南迴公路旁的海岸地）的部落，遷到一處名為阿拉魯漏（Araruno/Aruno/Qarareno）的地方居住，西哈西浩知道後，便親自捕魚送去給他們，卻造成杜姑和她的部屬們身體不適，杜姑認為西哈西浩有意迫害自己，而率領其部屬遷往他處建立部落，而西哈西浩則成為正式的頭目。

### 分財產
西哈西浩的孩子長大後，分別成立了自己的氏族：馬法溜（Mavariu，一說是繼承其家族）、巴兆克（Pazok）以及拉拉克（Rarak），而西哈西浩也將獵場及大多數的族人都分給他們管轄，自己在起源地附近的阿達哇彥（Adawayan，位於今臺東縣太麻里鄉三和村的位置）建立一個成年集會所和祭祀用的祠堂，並由一部份的族人留下來為他服務。

### 遷村
後來卡桑拉幹和邦奧利安在打獵的途中，發現了卡砦卡蘭山景色很美，而且視野也很好，能夠一覽台東平原、確認領地和獵場的安危，因此極力向西哈西浩建議把部落遷去那裡，但西哈西浩因為死後想要被埋葬在起源地而拒絕，沒有辦法的兩兄弟決定趁他不注意的時候，把他堆上轎子扛著、連同祭祀用的竹架palingez、alisao（一種外觀為漏斗型、類似捕魚籠的東西）和Ringsokan（祖先的座椅）也一起帶走，西哈西浩無力阻止他們、部落的族人看祭祀用品被帶走了，也只能跟上去。

#### 射箭
隊伍在越過拉嘎那歐（Laganao，今知本溫泉的內山）山後，在今知本柑橘園的位置稍作休息，而西哈西浩看已經回不去起源地了，便朝著那個方向射出一支箭，箭射穿了一座山之後，精準的落在起源地，而陸浮岸因此也被稱為「巴拿巴拿樣」（Panapanayan，原意為mu-panapanayan「箭射達了」的意思），而他在那裡插下來的竹子也長成了竹林。

#### 大力嘎力嘎彥
後來隊伍繼續前進，抵達大力嘎力嘎彥（Taringaringayan，位於卡砦卡蘭部落南方約500公尺處），這時西哈西浩的女兒菈希菈絲因為再也走不動了，和自己的部屬及部分的老人婦女留在那裡，西哈西浩則吩咐兄弟倆以後打到獵物時需要將一部份的獵物送去他們那裡，另有說法認為西哈西浩死在那裡，並且將那裡留給女兒，而大力嘎力嘎彥後來也成為卡砦卡蘭部落供品的集中地，其他部落的進貢都送去那裡、再由族人送去部落。

### 建立新部落
隊伍最後終於抵達卡砦卡蘭，西哈西浩在那裡建造了新的集會所和祖廟，並且以石板建造了自己的新房子，以會所制度和嚴密的年齡階級組織開啟卡砦卡蘭部落的強盛時期。

### 軼聞
其他傳說中，西哈西浩在妻子去世後，娶了被南王部落族人驅逐的陰牙美女德格勞（Dengeraw），並且又生下了三個孩子：巴薩卡拉（Basakara，男）、魯阿撒耀（Luasayaw，男）和菈里亨（Rarihen，女），其中菈里亨被巨蛇所吞、兩個兒子則因為消滅了巨蛇和其他事蹟，成為知本部落的守護神，而西哈西浩也是因為對他們疏於照顧而被記恨、最後被他們所殺。